# Kommunbrauhaus (Rappershausen)

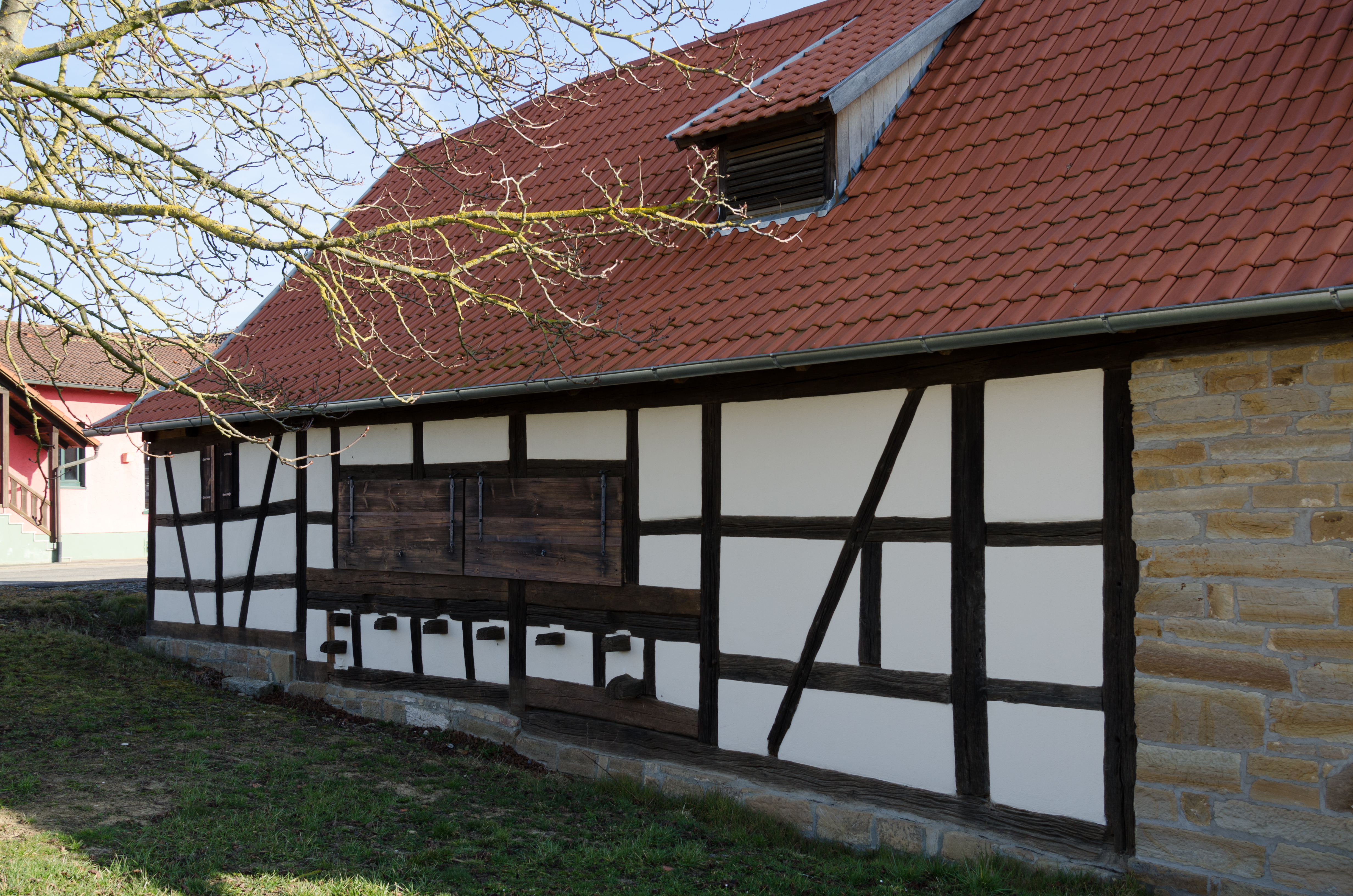
Kommunbrauhaus in Rappershausen

Das Kommunbrauhaus in Rappershausen, einem Ortsteil der Gemeinde Hendungen im unterfränkischen Landkreis Rhön-Grabfeld in Bayern, wurde um 1800 errichtet. Das Kommunbrauhaus an der Schützenstraße 7 ist ein geschütztes Baudenkmal. 
Der eingeschossige Fachwerkbau, der in weiten Teilen in Backstein erneuert wurde, hat ein Satteldach.